# Mario Party 10
Mario Party 10 (マリオパーティ10, Mario Pāti Ten) é um jogo eletrônico de grupo desenvolvido pela NDcube e publicado pela Nintendo para o Wii U. É o décimo título principal da franquia Mario Party, o décimo quarto no geral, e o primeiro da série para o Wii U. Foi lançado mundialmente em março de 2015, e futuramente foi relançado em uma coletânea conhecida como Nintendo Selects. O jogo é um dos poucos jogos da Nintendo no console a estar em Português para os que tem o console europeu.
Mario Party 10 continua a tradição da série Mario Party, em que quatro jogadores, controlados por humanos ou CPU, competem uns contra os outros em um tabuleiro de jogo através da participação em vários mini games. Junto com os modos competitivos padrão, Mario Party 10 apresenta dois novos modos chamados "Bowser Party" e "Amiibo Party".
Diferente dos outros jogos da franquia, este foi o único Mario Party a ser lançado para o console, muito se deve pelo fato do jogo ser sido lançado tardiamente para o console e que este estava fracassando nas vendas e que ja se tinha a visão do sucessor dele, admitido pela própria Nintendo ate antes mesmo do lançamento do console

## Jogabilidade
O jogo acaba seguindo a mesma característica do seu antecessor Mario Party 9, chegando ate mesmo a reutilizar elementos e jogabilidade do seu antecessor. O jogo contem 3 modos de jogo
- Mario Party: É o modo principal do jogo, seguindo o visto no antecessor, os jogadores competem entre si para terem o maior numero de Mini Stars enquanto viajam pelo tabuleiro em cima de um carro, onde para movimentarem o carro precisam acertar o numero de casas para andar girando um dado. O diferencial é para quem joga com o GamePad do Console, quando o jogador gira o dado, pode acontecer do Bowser está em algum numero do dado, se o dado cair num numero em que o Bowser está, este tem suas Mini Stars roubadas pelo Bowser.
- Bowser Party:  É o novo modo presente no jogo, nesse modo, o jogador que usa o GamePad controla o Bowser enquanto os outros jogadores que são controlados pelo Wii Remote controlam os outros personagens da serie sendo um time (conhecido como Time Mario). As mini star é substituída por corações, o foco desse modo varia:
  - Se o jogador é o Bowser, ele precisa chega perto do carro do Time Mario jogando 4 blocos de dados do Bowser, caso consiga chegar perto deles, um mini game conhecido como "Bowser Battle" (apesar de poder ter seus dados diminuido) onde os corações dos jogadores são diminuído se atacado pelo Bowser, zerando todos os corações do Time Mario, o Bowser vence. Dependendo do Tabuleiro, Bowser Jr aparece para ajudar, caso estejam no Tabuleiro Castelo do Caos, os dados mudam para Bloco de Dados Super Bowser e o Bowser Jr pode aparecer para impedir o Time Mario de vencer.
  - Se o jogador(es) for o Time Mario, eles precisam chegar na Super Estrela que fica no final do mapa, evitando o Bowser de chegar perto, caso um dos jogadores acabe ficando sem corações, um Bloco especial de dados pode aparecer para ajudar os jogadores que estão vivos
- amiibo Party: Nesse modo, os jogadores escaneiam os seus amiibos e jogam com as estatuetas deles pelo um mini tabuleiro, competindo para conseguir obter o maior numero de estrelas pelos 10 turnos que o mapa tem.

### Modos Extras
O jogo contem alguns modos extras:
- Coin Challenger: Disponível entre 2-4 jogadores, os jogadores disputam por moedas jogando em mini games, que são escolhidos aleatoriamente, vence quem tiver mais moedas entre os jogadores.
- Mini game Tournament: Disponível em ate 8 jogadores, os jogadores jogam em uma espécie de Torneio Eliminatório, o mini game é escolhido e os dois jogadores que foram piores são eliminados, e isso vai prosseguindo ate sobrarem 2 jogadores, onde o mini game decide quem será o vencedor do torneio. O jogo pode ser jogado com a CPU, porem caso todos os jogadores humanos forem eliminados, o resultado é simulado entre as CPU para decidirem o vencedor.
- Bowser Challenger: É o único modo extra disponível para um jogador. Nesse modo o jogador joga todos os mini games do Bowser, tentando fazer com que a CPU perca todos os corações.
- amiibo Bonus: Os jogadores usam os amiibos para conseguir algumas "raspadinhas" para conseguir os Mario Party Bônus.
- Toad's Room: È a loja do jogo, é lá onde se consegue comprar personagens, enviam as fotos para o Miiverse, escuta as musicas do jogo, ver seus recordes e os créditos.

### Personagens
O jogo contem 13 Personagens jogados principalmente o retorno do Donkey Kong:
- Disponíveis para ser jogado: Mario, Luigi, Peach, Toad, Yoshi, Wario, Waluigi, Daisy, Rosalina, Donkey Kong e Bowser.
- Personagens Desbloqueáveis: Toadette e Espigão (Spike).

### Tabuleiro
O jogo contem 5 Tabuleiros e 75 mini games
| Tabuleiro            | Nome do Mini Game                                                                              | Nome do Chefe                                                 | Jogavel no Bowser Party |
| -------------------- | ---------------------------------------------------------------------------------------------- | ------------------------------------------------------------- | ----------------------- |
| Parque dos Cogumelos | Mini Chefe: Ataque contra o Mega Goomba Chefe: Ataque ao Petey Piranha                         | Mini Chefe: Mega Goomba Chefe: Petey Piranha                  | Sim                     |
| Trilho Assombrado    | Mini Chefe: Cartas do Mano Marreta Chefe: Os Ladrilhos Espectrais do Rei Bu                    | Mini Chefe: Mano Marreta Chefe: Rei Bu                        | Não                     |
| Aguas Agitadas       | Mini Chefe: Tiro Estratégico contra o Mega Come Cheep Chefe: Batalha de Bolhas do Mega Blooper | Mini Chefe: Mega Come Cheep Chefe: Mega Blooper               | Sim                     |
| Manobras Navais      | Mini Chefe: O Labirinto da Mega Toupeira Monty Chefe: Combate Aéreo contra Kamek               | Mini Chefe: Mega Toupeira Monty Chefe: Kamek                  | Não                     |
| Castelo do Caos      | Mini Chefe: Ataque contra o Mega Mecanikoopa Chefe: Tanque Terrivel do Bowser                  | Mini Chefe: Mega Mecanikoopa Chefe: Bowser / Bowser Esqueleto | Sim                     |

Já sobre os Mini Games:
- 31 Mini games para todos (Free Mini games).
- 10 Mini games 2 vs 2.
- 10 Mini games 1 vs 2 ou 3.
- 10 Mini games de Chefes.
- 10 Mini games do Bowser.
- 4 Mini games Bônus.

## Desenvolvimento
Os desenvolvedores da NDCube reutilizaram o conceito de jogabilidade de fazer com que todos os jogadores progredissem pelo tabuleiro juntos, visto em Mario Party 9. Eles notaram como, em títulos anteriores, qualquer um que jogasse deixaria de prestar atenção se não fosse a sua vez. Ao fazer com que todos os jogadores progridam juntos, suas ações afetariam os outros jogadores, mantendo todos atentos na gameplay dos outros jogadores. Eles também diminuíram a quantidade de texto para ajudar a fazer o jogo se mover mais rápido: antes de cada mini game, o jogo roda uma espécie de uma demonstração em vídeo em vez de explicar os controles por escrito, e os personagens foram tornados mais expressivos para que suas reações indicassem aos jogadores o que estava acontecendo sem a necessidade de texto.
As ideias para fazerem os mini games vieram da equipe do NDcube. A equipe envolvida com a criação de minijogos pegou essas ideias, geralmente apenas descrições ou desenhos de uma frase, e expandiu-as ou fundiu-as com outras. A inspiração foi tirada de jogos recentes do Mario, incluindo New Super Mario Bros U e Super Mario 3D World. Nishiya, que fazia parte da equipe de minijogos, observou seu cotidiano e se inspirou em ideias de minijogos. Jogos em grupo do Wii U, como Nintendo Land e Wii Party U, apresentavam Miis como os personagens do jogador, o que mantinha os mini games ancorados na realidade. Para ajudar Mario Party 10 a se destacar desses títulos, os desenvolvedores basearam os mini games em conceitos e ambientes "surreais".
Um dos objetivos do NDcube no desenvolvimento de Mario Party 10 era introduzir conceitos originais para a série, incluindo permitir que Bowser fosse jogável e que o jogador competisse contra o Mario. Outro objetivo foi enfatizar o uso do Wii U GamePad para assim permitir que novas formas de jogabilidade, o que resultou no modo Bowser Party. Quando imaginaram o modo pela primeira vez, os desenvolvedores conceituaram um grande Bowser na tela com Mario carregando em sua direção no GamePad. Esta ideia evoluiu para o conceito incluído no jogo, onde Bowser é controlado usando o GamePad. Eles consideraram como Bowser atacaria Mario e transformaram esses conceitos em minigames. O maior desafio na criação de Bowser Party foi o equilíbrio, já que Mario Party é uma série baseada na sorte, o que resultou em qualquer equipe ficando muito à frente para o outro lado alcançar em seus protótipos. Consequentemente, a equipe de desenvolvimento deu ao lado perdedor um impulso extra se eles ficassem muito para trás. Os desenvolvedores também queriam utilizar a linha de produtos amiibo da Nintendo, então eles criaram o modo de jogo Amiibo Party. Embora eles acreditassem que "os modos Bowser Party e Mario Party dão a Mario Party 10 um apelo que supera o de qualquer um dos jogos anteriores", eles queriam que o Amiibo Party usasse o Amiibo de uma forma que fosse mais do que apenas uma novidade.

### Anuncio
Mario Party 10 foi anunciado na E3 2014, detalhando a jogabilidade, o modo Bowser Party e personagens jogáveis selecionados.  A linha Amiibo também foi anunciada, e foi especificado (depois confirmado oficialmente) que Mario Party 10 iria usar essa função. Alguns trailes para o jogo focado na funcionalidade Bowser Party e amiibo Party foram lançados. Quando a Nintendo patrocinou o Nickelodeon Kids' Choice Awards de 2015, a cerimônia anunciou Mario Party 10. Em janeiro de 2015 Nintendo Direct, Amiibo Party foi anunciado junto com a lista de Amiibo compatível. Mario Party 10 foi lançado em 12 de março de 2015 no Japão e em 20 de março na América do Norte e Europa. Um pacote incluindo o jogo e um Mario Amiibo da linha Super Mario foi lançado em quantidades limitadas.

## Recepção e Vendas
O jogo recebeu criticas "mistas"  com uma media de 66 no Metacritic. A IGN deu nota 6.5/10 destacando que o jogo será perfeito para dois publicos "Small children and inebriated adults"(Crianças pequenas e Adultos embriagados em tradução direta) e que diferente dos jogos da Nintendo, que são acessíveis para todos os públicos, Mario Party 10 não é acessível para todos. No Brasil, a Voxel deu nota 70/100, destacando que o jogo é divertido, mas insiste em erros ja vistos em outros jogos da franquia e que algumas mecânicas não são confortáveis de jogar em grupos.
Em vendas, o Jogo vendeu 2.27 milhões de copias, segundo o ultimo relatório da Nintendo para investidores, sendo uma queda de quase 1 milhão de copias pro seu antecessor Mario Party 9 e uma queda vertiginosa de quase 6.3 milhões para o Mario Party 8.